# Mühlau, Mittelsachsen
Mühlau là một đô thị trong huyện Mittelsachsen, bang tự do Sachsen, nước Đức. Đô thị Mühlau, Mittelsachsen có diện tích 8,09 km², dân số thời điểm ngày 31 tháng 12 năm 2005 là 2332 người. Mühlau nằm trong vòng cung núi, có cự ly khoảng 3 km về phía bắc Limbach-Oberfrohna, 15 km về phía tây bắc của Chemnitz. 